# Romeno (Itália)
Romeno é uma comuna italiana da região do Trentino-Alto Ádige, província de Trento, com cerca de 1.243 habitantes. Estende-se por uma área de 9 km², tendo uma densidade populacional de 138 hab/km². Faz divisa com Sarnonico, Cavareno, Dambel, Amblar, Don, Sanzeno e Coredo.